# SMS Streiter
Le SMS Streiter était un destroyer de classe Huszár construit par l'Autriche-Hongrie à partir de 1905.